# Bayonne
 Der er for få eller ingen kildehenvisninger i denne artikel, hvilket er et problem. Du kan hjælpe ved at angive troværdige kilder til de påstande, som fremføres i artiklen.

Bayonne (baskisk: Baiona; spansk: Bayona) er en fransk by og kommune i Pyrénées-Atlantiques-departementet i Sydvestfrankrig. Byen ligger i region Nouvelle-Aquitaine ved sammenløbet af floderne Nive Adour i den øvre del af Baskerlandet lige før Pyrenæernes stigninger.
Bayonne og kommunerne Anglet, Biarritz, Saint-Jean-de-Luz og flere småkommuner er en del af et storbyområde med 288.359 (2012) indbyggere. De 45.855 i byen Bayonne.